# Фагопиризам
Фагопиризам (лат. fagopyrum- хељда) је тровање хељдом којем подлежу домаће животиње непигментиране коже, претежно овце и свиње, ређе говеда. Пигментом незаштићена кожа бива болесно сензибилизована кад се животиња наједе хељде, црвене детелине или луцерке при директном деловању сунчеве светлости. Јављају се отеклине, сврабеж, црвенило, упала слузнице, гркљана, поремећаја дисања и централног живчаног система. 
У тежим случајевима животиња угиба у року од 24 сата. 
Лечење: лаксанцијама (средства за чишћење), смештањем животиња у тамну и хладну просторију и премазивањем коже растовором танина у алкохолу.